# Michal Balner
Michal Balner (ur. 12 września 1982 w Opawie) – czeski tyczkarz, uczestnik drużynowych mistrzostw Europy i wielokrotny złoty medalista mistrzostw Czech.

## Kariera
Na dużej imprezie międzynarodowej zadebiutował w 2007, odpadając w eliminacjach podczas mistrzostw świata w Osace. Zimą 2009 nie awansował do finału halowych mistrzostw Europy, ale zajął drugą lokatę w halowym pucharze świata wojskowych. Był finalistą halowych mistrzostw świata – w 2010 w Dosze, gdzie zajął szóste miejsce. Bez powodzenia startował w mistrzostwach Europy w 2010 roku.
Wyniki badań antydopingowych przeprowadzonych 22 sierpnia 2010 na zawodach w Dubnicy nad Váhom wykazały stosowanie przez zawodnika niedozwolonej substancji: tetrahydrokannabinolu. Balner został zawieszony na okres jednego miesiąca od 7 października 2010 do 6 listopada 2010, a jego wyniki uzyskane 22 sierpnia, 4 i 9 września zostały anulowane.
12 lutego 2011 podczas mityngu Samsung Pole Vault Stars 2011 w Doniecku przy próbie na 5,82 złamał tyczkę i doznał kontuzji, która uniemożliwiła mu reprezentowanie Czech na halowych mistrzostwach Europy w Paryżu.
Rekordy życiowe: stadion – 5,82 (24 czerwca 2015, Baku) były rekord Czech; hala – 5,76 (28 lutego 2010, Praga).

## Osiągnięcia
| Rok  | Impreza                              | Miejsce        | Pozycja           | Wynik |
| ---- | ------------------------------------ | -------------- | ----------------- | ----- |
| 2007 | Mistrzostwa świata                   | Osaka          | el. – 19. miejsce | 5,55  |
| 2009 | Halowe mistrzostwa Europy            | Turyn          | el. – 13. miejsce | 5,40  |
| 2009 | Halowy puchar świata wojska          | Ateny          | 2. miejsce        | 5,40  |
| 2010 | Halowe mistrzostwa świata            | Doha           | 6. miejsce        | 5,45  |
| 2010 | I liga drużynowych mistrzostw Europy | Budapeszt      | 1. miejsce        | 5,50  |
| 2010 | Mistrzostwa Europy                   | Barcelona      | el. – 13. miejsce | 5,60  |
| 2013 | Mistrzostwa świata                   | Moskwa         | el. –             | NH    |
| 2014 | Mistrzostwa Europy                   | Zurych         | el. – 20. miejsce | 5,30  |
| 2015 | Halowe mistrzostwa Europy            | Praga          | el. – 12. miejsce | 5,45  |
| 2015 | Mistrzostwa świata                   | Pekin          | 7. miejsce        | 5,65  |
| 2016 | Halowe mistrzostwa świata            | Portland       | 9. miejsce        | 5,55  |
| 2016 | Mistrzostwa Europy                   | Amsterdam      | el. – 19. miejsce | 5,35  |
| 2016 | Igrzyska olimpijskie                 | Rio de Janeiro | 7. miejsce        | 5,50  |
| 2017 | Mistrzostwa świata                   | Londyn         | el. – 25. miejsce | 5,45  |